# Heidelberský institut pro mezinárodní výzkum konfliktů
Heidelberský institut pro mezinárodní výzkum konfliktů (HIIK) je nezávislá, nezisková a interdisciplinární organizace. Vznikla roku 1991 a věnuje se výzkumu vývoje, dynamiky a řešení politických konfliktů na celém světě. Díky silnému nárůstu z posledních let pracuje pro organizaci přes 200 dobrovolníků, včetně studentů a absolventů.
Financování je založeno výlučně na členských příspěvcích, darech a licenčních poplatcích za publikaci.

## Metodika výzkumu konfliktu v Heidelbergu
Konfliktní výzkum v Heidelbergu zahrnuje práci dvou organizací umístěných v Institutu pro politické vědy Univerzity v Heidelbergu: Heidelberský institut pro mezinárodní konfliktní výzkum (HIIK) založený v roce 1991 a výzkumná skupina Conflict Information System (skupina CONIS) založená v roce 2005.
Hlavním cílem dokumentování konfliktních událostí je poskytnout kvalitní datové soubory pro další výzkum příčin konfliktů. Problémem zůstávají zjištěné nesrovnalosti mezi různými databázemi, které vznikají hlavně kvůli použití rozdílných metod k získávání a vyhodnocování údajů.

## Konflikt
Konflikty jsou rozděleny do regionálních skupin, ve kterých pracují výzkumní pracovníci konfliktů. Mezi tyto regionální oblasti patří: Asie, Blízký východ, Maghreb, Amerika, Subsaharská Afrika a Evropa. Regionální představitelé poté podporují členy týmu při výzkumu a tvorbě textů.
V oblasti výzkumu lze najít 3 různé přístupy k vymezení konfliktu.
1. Úřední vyhlášení války
Tento přístup byl využíván především v raných stádiích pokusů o dokumentaci. Způsob je zastaralý, protože současné války nejsou obvykle oficiálně vyhlášeny, a to zejména kvůli normám mezinárodního práva.
2. Počet nehod
Tato metoda je využívána dvěma nejvýznamnějšími konfliktními databázemi jako je COW (The Correlas of War Project) či UCDP (The Uppsala Conflict Data Programme). Oba programy mají nastavené kritérium pro existenci konfliktu na 1000 úmrtí. UCDP dokumentuje také menší násilné konflikty, jejichž práh je 25 úmrtní za rok a vytvořila pro ně kategorii Minor Armed Conflicts.
3. Charakter konfliktu
Tento přístup byl přijat dvěma německými projekty konfliktních databází, a to AKUF (Arbeitsgemeinschaft Kriegsursachenforschung) a KOSIMO (Conflict Simulation Model). Heidelberský institut vychází z databáze KOSIMO, která je předchůdcem CONIS, a udržuje databázi CONTRA.

## Koncept politického konfliktu
Koncept politického konfliktu se dle heidelberské metodiky skládá z aktérů konfliktu, předmětu sporu a z kroků, které byly v rámci vývoje konfliktu podniknuty.
Aktéry konfliktu mohou být jednotlivci či kolektivy, které charakterizuje společná struktura preferencí. Mohou to být státy, mezinárodní organizace a ale i nestátní subjekty.
Mezi opatření nebo také kroky patří akce a komunikace, které stojí mimo stanovené postupy a ohrožují mezinárodní řád nebo základní funkci státu. Zavedené regulační postupy jsou definovány jako mechanismy řízení konfliktů, které jsou akceptovány účastníky konfliktu. Zařazují se mezi ně např. volby nebo soudní řízení. Stanoveným postupem nesmí být použití nebo hrozba fyzického násilí.
Podle charakteru konfliktního opatření má konflikt na společnost různý dopad. Konflikty jsou klasifikovány na základě cílů účastníků konfliktu. Mezi příčiny vzniku konfliktů lze zařadit „systém“ – ideologické, náboženské, socioekonomické nebo politické spory, „zdroje“ – vlastnictví přírodních zdrojů a surovin nebo zisky z nich získané, „území“ – změny mezinárodních hranic, „mezinárodní moc“ – změny vojenských schopností či politického a ekonomického vlivu státu.
Koncept politického konfliktu lze rozřadit do pěti kategorií podle intenzity konfliktu. Mezi nenásilné konflikty se řadí první dvě úrovně konfliktu (spor a nenásilná krize), mezi násilné konflikty patří násilná krize, omezená válka a konečně pátý, nejvyšší stupeň konfliktu, se nazývá válka.  
Charakter konfliktu dále určuje míra zapojení zbraní, počty zapojených účastníků, počet obětí a uprchlíků. Hranicemi mezi třemi stádii v počtu aktérů je 50 a 400 aktérů, v případě obětí jsou hranice nastaveny na počty pod 20, počet mezi a nad 60, v počtu uprchlíků pak pod 1000, počet mezi a nad 20 000.

## Conflict Barometer
Conflict Barometer je dokument, který vydává každoročně Heidelberský institut pro mezinárodní výzkum konfliktů. V tomto dokumentu se HIIK zabývá dynamikou řešení konfliktů na celém světě. V roce 2017 byl zaznamenán zvýšený počet válek v Africe. Nové války se vyvinuly v Demokratické republice Kongo, Středoafrické republice a v Etiopii. Další nové války byly zaznamenány na Filipínách a v Myanmaru. Barometr konfliktů obsahuje také rozsáhlé zprávy o řešení konfliktů a časové řady sítových grafů, které vizualizují mezistátní konfliktní konstelace. Ke stažení zde: Anglická verze